# Joachim Christoph von der Lühe
Joachim Christoph von der Lühe (Schulenberg, 18 december 1696 - Haderslev, 23 september 1756) was een Deense gouverneur en broer van Adolph Andreas en Hartnack Otto von der Lühe.
Von der Lühe kwam in 1726 in Deense dienst als hofmeester bij de kroonprins en werd in 1734 benoemd tot seneschalk van zijn zuster, weduwe gravin Sophia Carolina. In 1738 ontving hij de Orde van de Dannebrog. Hij werd in 1740 prefect in Haderslev en in 1752 prefect van Aabenraa en Løgumkloster. Hij stierf ongehuwd op 23 september 1756 in Haderslev.